# Urna funeraria maya Kinich Ahau

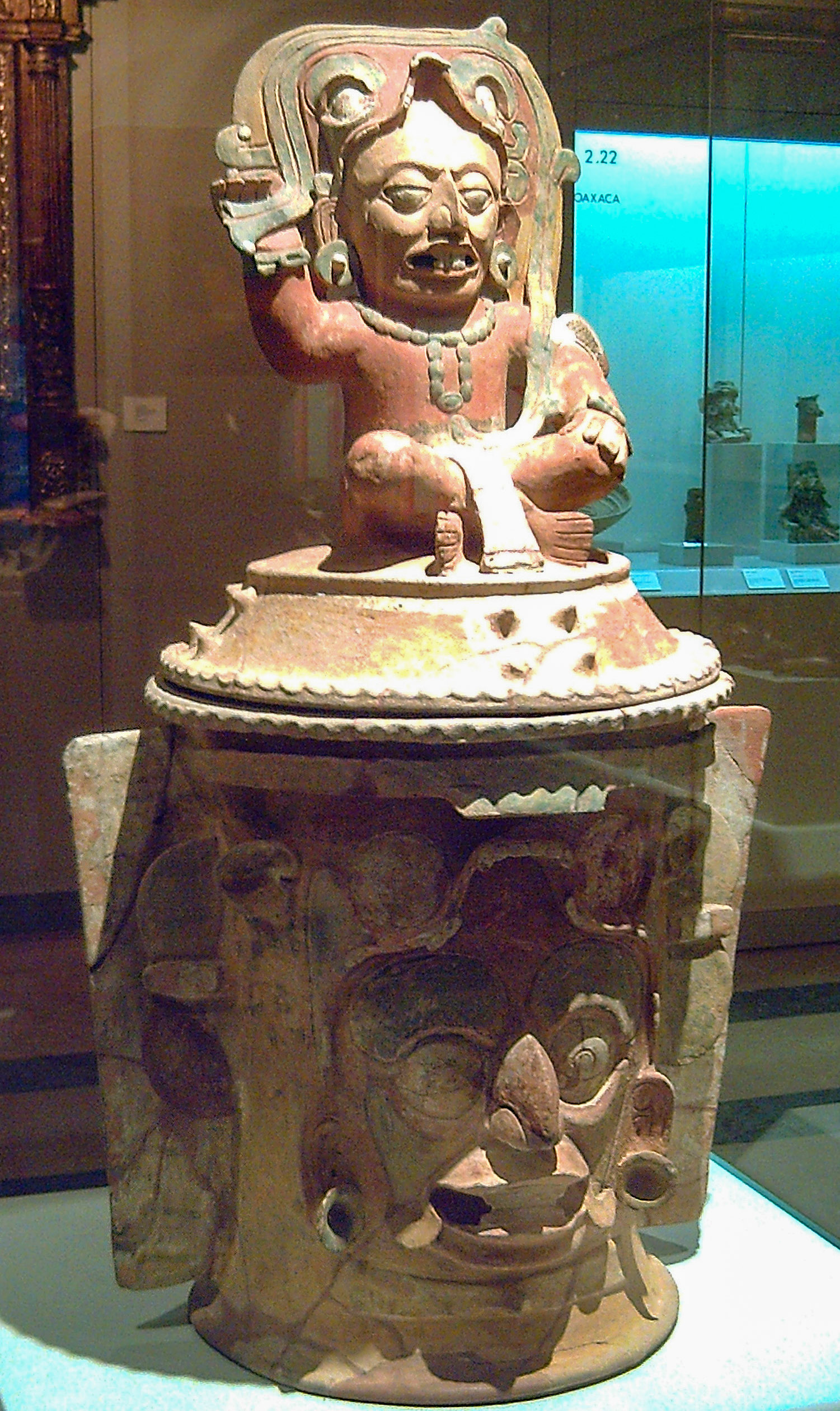
Imagen de la urna de Kinich Ahau en el Museo de América (Madrid).

La urna funeraria maya Kinich Ahau es una pieza arqueológica de arcilla, realizada entre los años 600 - 900 d. C., durante el período clásico tardío mesoamericano de la civilización maya, cuyos integrantes habitaron una vasta región ubicada geográficamente en el territorio del sursureste de México, específicamente en los cinco estados de Campeche, Chiapas, Quintana Roo, Tabasco y Yucatán; y en los territorios de América Central de los actuales Belice, Guatemala, Honduras y El Salvador, con una historia de aproximadamente 3000 años. 
Elaborada por los mayas, esta urna cerámica antropormofa representaba a Kinich Ahau, en la mitología maya: "Señor del ojo del sol", dios del Sol y patrono de la música y la poesía e hijo de Hunab Ku y casado con Ixchel, la Luna. Se le considera una de las advocaciones de Itzamná o Zamná. También se le vincula con Kinich Kakmó. Es el dios G de acuerdo con la clasificación del investigador alemán Paul Schellhas. La pieza se exhibe de forma permanente en el Museo de América, Madrid (España).

## Características
- Estilo: Maya clásico-tardío.
- Material: arcilla con pigmentos.
- Altura: 100,3 centímetros.
- Anchura: 60 centímetros.